# Trei zile
Trei zile (titlu original: Three Days) este un film de Crăciun american din 2001 regizat de Michael Switzer. Rolurile principale au fost interpretate de actorii Kristin Davis, Reed Diamond, Tim Meadows și Danielle Brett. A avut premiera la 9 decembrie 2001 pe Fox Family în cadrul blocului de programe 25 Days of Christmas. A fost filmat în Halifax, Noua Scoție, Canada. 

## Prezentare
Cu zece ani în urmă, Andrew Farmer (Reed Diamond) s-a căsătorit cu iubita sa  din copilărie, Beth (Kristin Davis). Acum, Andrew este un agent literar renumit dar relația cu soția sa are de suferit. După o ceartă între cei doi cu privire la posibila infidelitate a lui Andrew, Beth pleacă afară la miezul nopții și, în timp ce încearcă să găsească câinele vecinilor în mijlocul străzii, este ucisă de o mașină, în Ajunul Crăciunului. Un înger, Lionel (Tim Meadows), îi oferă lui Andrew șansa de a retrăi ultimele trei zile în care soția sa a fost  în viață. El nu poate schimba soarta soției sale, dar există un singur lucru pe care îl poate dărui pentru a-i salva viața dar are foarte puțin timp să-și dea seama  ce anume  este. Așadar Andrew  petrece trei zile încercând s-o facă pe Beth  fericită și să-și dea seama cum poate s-o păstreze în viață, realizând cât de mult o iubește de fapt.

## Distribuție
- Kristin Davis	...	Beth Farmer
- Reed Diamond	...	Andrew Farmer
- Danielle Brett	...	Kimberly
- Tim Meadows	...	Lionel
- Cedric Smith
- Alexa Gilmour	...	Megan Harrison Hopkins

## Producție
Povestea originală și scenariul a fost conceput și scris de Robert Tate Miller în timp ce trăia în North Hollywood, Los Angeles, California. "Am fost inspirat de filmul lui Frank Capra O viață minunată", a spus Miller. "Am vrut să scriu o poveste cu inima și, spre deosebire majoritatea scenariilor care necesită mai multe săptămâni pentru a fi finalizate, [scenariul pentru] Trei zile l-am scris foarte repede. Era ca și cum povestea s-ar fi scris singură."